# Quốc dân Đại hội Trung Hoa Dân Quốc
Quốc dân đại hội (tiếng Trung: 國民大會) là một cơ quan tồn tại trong giai đoạn 1947 - 2005 của chính quyền Trung Hoa Dân Quốc, có chức năng soạn thảo, sửa đổi Hiến pháp, bầu cử - bãi miễn Tổng thống, hiện nay chức năng của cơ quan này được chuyển sang cho Viện lập pháp và toàn dân (thông qua trưng cầu dân ý và bầu cử phổ thông).

## Hoạt động
Căn cứ Hiến pháp Trung Hoa Dân quốc ban hành năm 1947, Quốc dân Đại hội là cơ quan đại diện cho toàn thể quốc dân thực hiện "Chính quyền" tại trung ương, từng là cơ quan quyền lực nhà nước tối cao, đứng trên Tổng thống và ngũ quyền. Đại biểu Quốc dân Đại hội bầu cử Tổng thống, tính chất giống như các cơ quan lập pháp như Đại cử tri đoàn của Mỹ, Hội nghị quốc dân chủ thể thống nhất của Hàn Quốc dưới thời Tổng thống Park Chung-hee, hay Đại hội Đại biểu Nhân dân Toàn quốc của Trung Quốc và Hội nghị Nhân dân Tối cao của Triều Tiên, nhưng khác biệt ở chỗ, ngoài Đại cử tri đoàn của Mỹ ra, nhưng cơ quan trên chỉ mang tính bầu cử trên hình thức. Ngày 7/6/2005, Quốc dân Đại hội biểu quyết thông qua đề án sửa đổi hiến pháp của Lập pháp viện, chính thức đình chỉ hoạt động của cơ quan này, từ đó thay đổi cơ cấu thể chế hiến pháp của THDQ.
Trên pháp lý, Hiến pháp Trung Hoa Dân quốc vẫn được giữ nguyên, nhưng căn cứ theo Các điều khoản sửa đổi và bổ sung của Hiến pháp Trung Hoa Dân quốc, phân nửa điều khoản trong nguyên bản Hiến pháp đã bị đình chỉ thực thi, chức năng của Quốc dân Đại hội đã được chia sẻ cho các cơ quan khác hoặc trực tiếp trao cho người dân thực hiện. Nhưng thời hạn có hiệu lực của Điều lệ bổ sung sửa đổi Hiến pháp Trung Hoa Dân quốc là trước khi đất nước được thống nhất, vì vậy những bộ luật có liên quan đến Quốc dân Đại hội như Luật tổ chức Quốc dân Đại hội, Luật thực thi chức năng Quốc dân Đại hội, Luật thực thi quyền ưng thuận của Quốc dân Đại hội vẫn chưa bị truất bỏ. Sau khi Quốc dân Đại hội bị đóng băng, vào tháng 3 năm 2012, trong phiên họp của Lập pháp viện khóa VIII, nghị sĩ Đảng Liên minh Đoàn kết Đài Loan đề xuất bãi bỏ 3 bộ luật trên, nhưng đề xuất không được đưa ra thảo luận.

## Bối cảnh
Ý tưởng của Tôn Trung Sơn khi xây dựng thể chế Quốc dân Đại hội, ông cho rằng, quan hệ giữa "Chính quyền" và "Trị quyền", việc "Chính" là việc của công chúng, "Trị" là việc quản lý, "Chính trị" là việc quản lý các vấn đề của công chúng. Từ đó, ông đưa ra chức năng của Chính phủ chia thành Chính quyền và Trị quyền. Người dân có bốn loại "Chính quyền" gồm bầu cử, bãi miễn, sáng kiến và trưng cầu dân ý, và "Trị quyền" gồm có năm nhánh (Viện Hành chính, Viện Lập pháp, Viện Tư pháp, Viện Giám sát, Viện Khảo thí) có chức năng phục vụ cho nhu cầu của người dân. Trong đó, Quốc dân Đại hội giữ quyền giám sát chính phủ, quyết định chủ quyền lãnh thổ, sửa đổi hiến pháp. Về mặt pháp lý, địa vị Quốc dân Đại hội nằm trên năm nhánh Trị quyền. Người dân bầu cử đại biểu Quốc dân Đại hội thực hiện quyền giám sát công việc của chính phủ, từ đó làm cho mối quan hệ giữa Chính quyền và Trị quyền được cân bằng, quyền lợi của người dân không bị chính phủ xâm phạm và được thụ hưởng những chức năng từ chính phủ.

## Quốc dân Đại hội Lập hiến
Đầu năm 1946, Hội nghị hiệp thương chính trị quyết định, sau khi bầu cử tăng thêm đại biểu, cải tổ chính phủ, và hoàn tất sửa đổi dự thảo hiến pháp mới, chính phủ sẽ triệu tập Quốc dân Đại hội Lập hiến.
Cùng năm đó, cuộc nội chiến Quốc - Cộng lần 2 bùng nổ. Ngày 11/10/1946, Chính phủ Quốc dân tuyên bố triệu tập Quốc dân Đại hội Lập hiến vào ngày 12/11, Đảng Cộng sản Trung Quốc và một số đảng phái khác tẩy chay hội nghị. Ngày 15/11/1946, đạị biểu tham dự thông qua Hiến pháp Trung Hoa Dân Quốc, sử gọi là Quốc dân Đại hội Lập hiến.
Từ 21-23/11/1947 cả nước tiến hành tổng tuyển cử bầu ra đại biểu Quốc dân Đại hội khóa đầu tiên, từ 29/3-1/5/1948, Quốc dân Đại hội khóa I nhóm họp đầu tiên, bầu ra Tổng thống - Phó tổng thống, Từ nay Quốc dân Đại hội được gọi là Quốc dân Đại hội Hành hiến.

## Chức năng
| Phiên bản Hiến pháp                | Thành Phần Quốc Đại                        | Tần suất nhóm họp                             | Chức năng                      |
| ---------------------------------- | ------------------------------------------ | --------------------------------------------- | ------------------------------ |
| Dự thảo hiến pháp 5/5/1936         | Nghị sĩ dân cử                             | 3 năm/lần                                     | Cơ quan Chính quyền            |
| Dự thảo hiến pháp Khôn Minh 3/1940 | Đại hội đại biểu                           | 3 năm/lần                                     | Cơ quan Chính quyền, Trị quyền |
| Dự thảo Hiệp thương                | Tập hơp nghị viện Trung ương và Địa phương | 3 năm/lần                                     | Cơ quan bầu cử                 |
| Hiến pháp Dân Quốc                 | Nghị sĩ dân cử                             | 6 năm/lần                                     | Cơ quan chính quyền            |
| Điều khoản sửa đổi bổ sung         | Nghị sĩ dân cử                             | 4 năm/lần & họp bất thường (thời hạn 1 tháng) | Cơ quan chính quyền            |

Theo Điều 27 Hiến pháp Trung Hoa Dân Quốc năm 1947, chức năng của Quốc dân Đại hội gồm có:
 
1. Bầu cử Tổng thống - Phó tổng thống.
2. Bãi miễn Tổng thống - Phó tổng thống.
3. Sửa đổi Hiến pháp.
4. Xét lại dự thảo sửa đổi hiến pháp do Viện Lập pháp đề xuất.

## Lãnh đạo

### Chánh Thư ký Quốc dân Đại hội
Quốc dân Đại hội cho thiết lập Ban Thư ký xử lý công việc của đại hội, lãnh đạo là Chánh Thư ký đại hội. Trước khi thiết lập chức danh Chủ tịch Quốc dân Đại hội vào năm 1996,thì Chánh Thư ký là "Lãnh đạo thường trực" của hội, đại diện đối ngoại của Quốc dân Đại hội. Năm 2003, công việc của Đại hội trong giai đoạn không nhóm họp được chuyển giao cho Viện Lập pháp, 